# Димський Модест Гаврилович
Модест Гаврилович Димський (друга половина 1825 р./ перша половина 1826 р., село Трубайці, нині Хорольського району  Полтавської області — 28 лютого(12 березня) 1886 р., місто Хорол Полтавської області) — український письменник, діяч освіти, засновник недільної школи в Хоролі.

## Життєпис

### Дитинство
Виходячи з формулярних списків за різні роки, а також приймаючи до уваги окремі відомості з статті про письменника, наведеної в Українській літературній енциклопедії, можна стверджувати, що Модест Гаврилович народився у другій половині 1825 року чи у першій половині 1826 року у селі Трубайцях Хорольського повіту Полтавської губернії. Народився в сім'ї кріпаків.

Титульна сторінка формулярного списку М. Г. Димського з фондів ЦДІАК України

В ті часи село Трубайці з більшістю його мешканців було у власності поміщика Петра Васильовича Капніста, котрий належав до старовинного дворянсько-графського роду Стомателло Капніссі, венеційське коріння якого сягало аж у XVI століття. Маєток Петра Васильовича Капніста був справжнім оазисом культурного і духовного життя на Хорольщині. Тут побував російський поет Гаврило Державін. Сюди писав листи російський архітектор Микола Львов. Тут часто гостював молодший брат Петра Васильовича — Василь Капніст, що прославився, як український і російський поет, драматург і громадсько-політичний діяч кін. XVIII — поч. XIX ст. Тут виховувався майбутній декабрист Микола Лорер. Петро Васильович вирізнявся своїми демократичними, антикріпосницькими поглядами, що позначалося на його відносинах із селянами. Багатьох наділяв землею і відпускав на волю.
Саме в цій сім'ї, з її прогресивними поглядами і традиціями, а точніше, в сім'ї Іллі Петровича Капніста (сина Петра Васильовича) до 10-річного віку ріс і виховувався Модест Димський. Тут, разом з дітьми поміщика, отримав домашню початкову освіту. Модест Димський був здібним хлопчиком, проявляв неабиякий хист до навчання. На це звертав увагу не тільки Ілля Петрович, але і його добрий знайомий — український поет і байкар — Левко Іванович Боровиковський, який, приїзджаючи до своєї родини у село Мелюшки Хорольського повіту, навідувався і в Трубайці. Не виключено, що саме Левко Іванович висловив думку, що хлопчику потрібно навчатися далі. Сім'я Димського була звільнена від кріпацтва. Модест отримав відпускну грамоту, де була прописана умова, що хлопчик піде «по учебной части». Тепер він вважався вільновідпущеним.

### Навчання
У 1836 році Модест Димський вступає до Полтавської чоловічої гімназії. За тодішніми правилами за кожним із гімназистів закріплявся опікун із старших вчителів, який повинен був контролювати відвідування, поведінку, побутові умови учня. В перші два роки навчання Модеста його опікуном міг бути Іван Іванович Боровиковський, родом з села Мелюшок Хорольського повіту, — вчитель історії і географії в гімназії. А пізніше, опікуном став молодший брат Івана Івановича Боровиковського — Левко Іванович Боровиковський, котрий пропрацювавши певний час у Курській, а потім Новочеркаській гімназіях, у 1838 році повернувся у Полтаву і влаштувався на роботу саме в чоловічу гімназію викладачем латини. Більш всього, що саме в цей період навчання, коли доступним було спілкування не тільки з Левком Івановичем Боровиковським, але і з іншими талановитими викладачами гімназії, на тлі тотальної русифікації освіти в Україні закладалася любов Модеста Димського до рідної мови, до української літератури, до свого краю. Гімназію Модест Димський закінчує у 1843 році.
Про результати подальшої освіти дізнаємося з формулярного списку, де сказано: «По окончанию полного курса наук в Полтавской гимназии и выдержании испытания в 1-м отделении философского факультета Императорского Харьковского университета, удостоен звания учителя Истории и Географии уездного училища. 14 апреля 1847 г.». Оскільки в списках університету прізвища Димського не виявлено, то можна припустити, що Модест Гаврилович отримав вищу освіту в педагогічному інституті, який був відкритий при Імператорському Харківському університеті в 1811 році. Зараз це Харківський Національний педагогічний університет ім. Г. С. Сковороди. В педагогічному інституті, як правило, навчалися «казеннокоштні» студенти, які готували себе до роботи вчителів повітових училищ та гімназій.

### Професійна діяльність

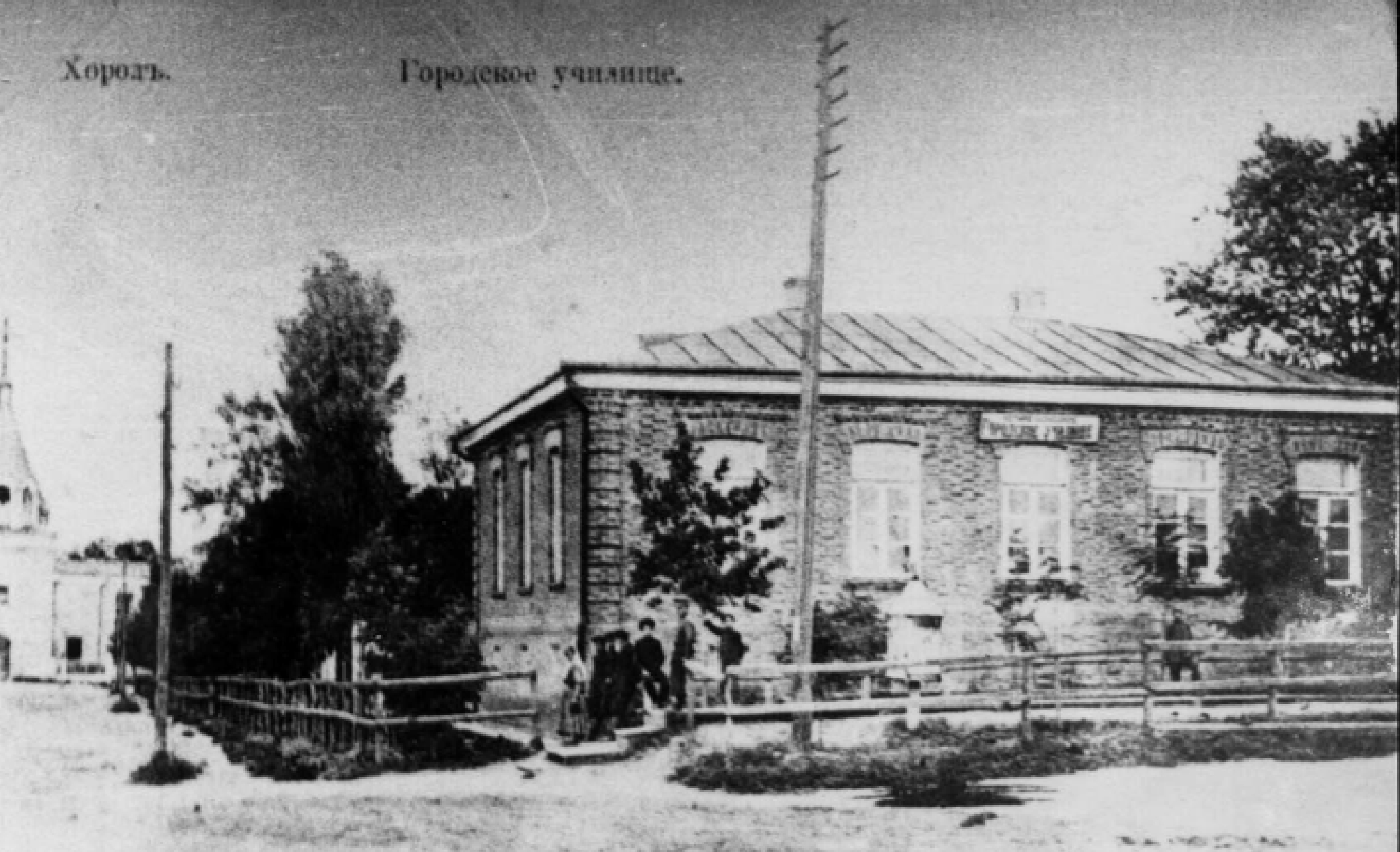
Хорольське повітове училище, яке в 1877 р. було реорганізоване в міське училище. Поштова листівка, 1912 р.

Отримавши «Свідоцтво на звання учителя історії та географії в повітових училищах», Димський направляється в Кобеляцьке повітове училище, де займає посаду учителя історії та географії, а також виконує обов'язки архіваріуса. Пропрацювавши там трохи більше двох років, у 1849 році Модест Гаврилович добивається свого переводу в Хорольське повітове училище на подібну посаду вчителя. Окрім історії та географії з 1857 р. Димський викладає також і математику.
У 1855 р. Модест Димський призначається Утримувачем книжкового магазину при училищі. А у 1860 р. — штатним доглядачем повітового училища.
У 1861 році імператор Олександр ІІ відміняє у державі кріпосний лад. Україна зітхнула з полегшенням. Одним із наслідків ліберальних змін у сфері народної освіти стало розширення мережі недільних шкіл, головною метою яких було підвищення рівня грамотності простого люду. Гарячим ентузіастом запровадження недільної школи у Хоролі став Модест Гаврилович Димський.
У 1861 році він отримує дозвіл і відкриває у Хоролі недільну школу. Це була безкоштовна школа для дорослих, яка працювала у вихідні дні. Молоді поміщики Хорольського повіту — князь Петро Миколайович Цертелєв, Микола Андріянович Устимович та граф Ілля Петрович Капніст надали грошову допомогу на утримання школи, а вчителі повітового та приходського училищ, священнослужителі, а також дехто з молодих чиновників згодилися безкоштовно проводити уроки.
Як пише Модест Гаврилович у газеті «Московские ведомости», № 135 за 1861 рік: «14-го мая учащихся было уже 43. Из них дворян 1, солдат — 11, мещан и купцов — 13, крестьян — 16… Все они, особенно солдаты и крестьяне учатся с полным усердием, ведут себя хорошо и с готовностью помогают друг другу…». Навчання в недільній школі проводилося українською мовою. Основним підручником був «Букварь Южнорусский», написаний Тарасом Григоровичем Шевченком. Модест Димський вніс свій внесок і в розбудову бібліотечної справи в Хоролі. Окрім формування бібліотеки при училищі, він добивається дозволу відкрити публічну бібліотеку при цьому ж училищі, а також бібліотеку при недільній школі. Так у 1861 р. Димським було придбано в Хорол для шкільної та публічної бібліотеки училища 2476 примірників, що було найбільше по Полтавській губернії.
Окрім основних службових обов'язків Модест Гаврилович Димський виконував і додаткові. У 1862 році він стає членом Імператорського Вільного економічного товариства по Комітету грамотності. У 1866 р. вибирався членом Хорольської повітової училищної ради, а пізніше неодноразово виконував обов'язки Голови Хорольської повітової училищної ради з досить широкими повноваженнями (1868, 1870, 1872, 1874 р.р.). У 1869 р. за пропозицією Президента «Товариства піклування про тюрми», Модест Гаврилович був призначений Директором Хорольського комітету тюремного відділення. У 1874 р. був почесним членом Хорольської земської управи і в цьому ж році був обраний земським гласним від Хорольського повіту. В 1874—1878 роках працював інспектором народних училищ Чернігівської губернії. У 1878 році Модест Гаврилович за станом здоров'я вийшов на пенсію. І навіть після цього продовжував служити на благо суспільства, виконуючи обов'язки мирового судді Хорольського судового мирового округу.
Модест Гаврилович Димський пішов з життя 28 лютого (12 березня) 1886 р. Похований в Хоролі на центральному міському цвинтарі, де зараз знаходиться стадіон.

## Літературна творчість

### Проза
У 1861 році розпочинається літературна діяльність Модеста Гавриловича Димського. На хвилі піднесення, яку спричинила відміна кріпосного права, він пише свій нарис «Хорол, який він тепер є». Це був своєрідний краєзнавчий нарис, у якому Модест Гаврилович розповів, як на той час виглядав Хорол і які події в ньому відбувалися, змалював окремі історичні пам'ятки міста. Цього ж року нарис був надрукований в журналі «Основа» — науково-літературному щомісячному часописі, що виходив у Петербурзі під редакцією Пантелеймона Куліша — українського письменника, фольклориста, мовознавця, етнографа, перекладача.
Наступним твором М. Г. Димського стала сентиментальна повість «Наталь-Озеро», що у 1862 році також була надрукована в журналі «Основа». В цій повісті змальовується романтична історія, яка розвивається на тлі суспільних відносин того часу в селі та місті.

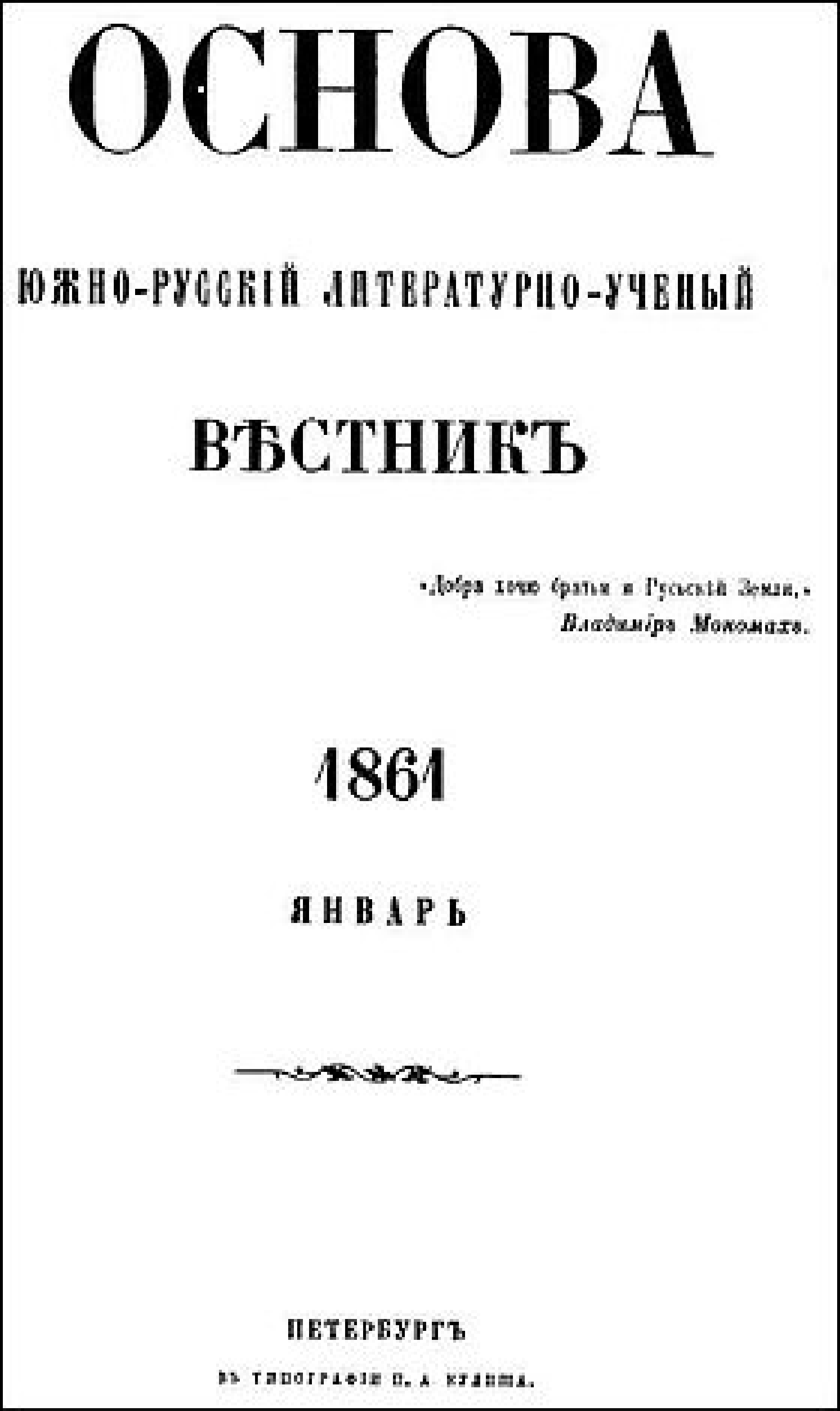
Титульна сторінка часопису «Основа»

При написанні своїх творів Димський користувався «кулішівкою», — діючим на той час українським фонетичним правописом. Це був правопис, який винайшов Пантелеймон Куліш з метою «полегшити науку грамоти для людей, яким ніколи довго вчитися» і який ліг в основу сучасної української мови.
Модест Гаврилович у своїй творчості продовжив розвиток напрямку українського романтизму в літературі, який був започаткований Левком Івановичем Боровиковським.
Літературний талан Димського високо оцінив Пантелеймон Куліш. В своєму журналі «Основа» він писав: «Читаєш і не начитаєшся оповідання п. Димського; — а такі, здається, прості речі він оповідає…! В його устах наша мова і м'яка, і виразна, і послушлива, як той смичок і скрипка в руках доброго музики: що захоче, те вона йому і виспіває».
А сам Модест Гаврилович, закоханий у рідну українську мову, писав: «А все-таки думка й та, що може і в моїй мові знайдеться хоч одне зернятко, і на рідній нашій ниві воно проросте, відкрасується і вродить рясненьким колоском».
Окрім прози Димський складав і вірші, жодного з яких, на жаль, розшукати не вдалося. Пантелеймон Куліш на сторінках свого журналу «Основа» за травень 1861 р. в розділі «Від редакції» так звертався до Модеста Гавриловича: «…Гаразд говорите! Ваш лист і стихи прочитали ми раз и вдруге. Не забувайте про нас, а ми Вам щирою правдою віддячимо».
Як згадує Анна Йосипівна Димська, дружина письменника, Модест Гаврилович планував продовжити свою літературну діяльність. Він збирав необхідні матеріали, листувався з українськими письменниками. Але на перешкоді стало закриття журналу «Основа», де була можливість друкуватися, а також інші обставини.
Літературні твори М. Г. Димського привернули до себе увагу відомого українського бібліографа XIX ст. М. Ф. Комарова і знайшли своє заслужене місце в його «Бібліографічному показчику». А критичне фахове дослідження повісті «Наталь-озеро» провів український літературознавець Міщук Р. С..

## Нагороди
За самовіддану працю на терені народної освіти М. Г. Димського було нагороджено орденом Св. Станіслава 3-го ступеню, орденом Св. Анни 3-го ступеню, темно-бронзовою медаллю на Андріївській стрічці в пам'ять війни 1853—1856 років. Також неодноразово було нагороджено грошовими преміями «за отличие по службе» та «за усердную службу».

## Родина
М. Г. Димський станом на 1886 р. мав дев'ятьох дітей: Марію (1854), Лева (1856), Володимира (1859), Зінаїду (1859), Вадима (1862), Лідію (1864), Ольгу (1873), Василя (1877), Іллю (1881). Всім дітям дав освіту. Своїх дітей виховував у дусі патріотизму, любові до України. Привчав бути чесними і справедливими.
Лев Модестович Димський навчався на юридичному факультеті в Харківському, а потім в Київському Імператорському університеті св. Володимира. У 1874 р. — учасник полтавського революційного гуртка «Унія», політичною метою якого було досягнення національної незалежності України. Був притягнутий до відповідальності по справі за пропаганду в імперії. Зісланий на Кавказ. Після багатьох років заслання повернувся на Полтавщину. Працював у Лубнах товаришем прокурора Лубенського повіту (1903), потім у м. Золотоноші повітовим членом окружного суду по Золотоніському повіту (1908). Помер у 1908 р.. Його син Модест Львович народився в П'ятигорську у 1885 р., В 1919—1920 рр. служив у Білій армії в чині штабс-капітана. Розстріляний більшовиками 7 грудня 1920 р..
Володимир Модестович Димський брав участь в революційному русі проти самодержавства. Був заарештований і висланий в Архангельську губернію в м. Шенкурск. Його син Михайло Володимирович (1884—1951) закінчив Тотемську Учительську семінарію, екстерно закінчив Санкт-Петербургський Учительський інститут. Працював учителем математики в Шижнє, Онегі, Архангельску, Неноксі, Бєломорську. У 1937 р. був заарештований і Архангельським обласним судом засуджений на 7 років ув'язнення.
Василь Модестович Димський мав юридичну освіту. У 1908 р.працював нотаріусом в м. Глинську Роменського повіту.
Ілля Модестович Димський закінчив юридичний факультет Імператорського Київського університету св. Володимира. Працював у Хоролі суддею. Громадський діяч. У 1916 р завідувач відділом допомоги біженцям постраждалим від військових дій при Хорольської земській управі. Секретар Тетянінского комітету. У 1917 р. брав активну участь у створенні Хорольського Народного Наукового музею (зараз Хорольський районний краєзнавчий музей). У цьому ж році редактор газети «Известия Хорольського общественного комитета». Жертва політичних репресій радянського режиму. Вперше арештований в Хоролі у 1925 р. і висланий в Архангельську обл.. Вдруге заарештований у 1932 р. в м. Архангельську і засуджений колегією ОГПУ Північного краю «за участь у контрреволюційній організації» до 5 років позбавлення волі. Висланий у Башкирію. Втретє, у віці 60 років, заарештований в м. Хоролі у 1941 р, засуджений на 8 років. Термін покарання відбував у Волголазі НКВС у Татарстані, де і помер. По всім термінам засудження був реабілітований.

## Твори
- Димський М. Хорол, який він тепер є // Основа: Южно-Русскій литературно-ученый вестник.– 1861.– Июнь
- Димський М. Наталь-озеро // Основа: Южно-Русскій литературно-ученый вестник.– 1862.– Август